# Ferdinando Scianna
(Leonardo Sciascia)
Ferdinando Scianna (Bagheria, 4 luglio 1943) è un fotografo e fotoreporter italiano.
Fu il primo fotografo italiano a far parte dal 1982 dell'agenzia fotografica internazionale Magnum Photos.

## Biografia
Ferdinando Scianna cresce in un piccolo paese della Sicilia rurale, Bagheria, in una famiglia modesta che per il figlio ha disegnato un futuro da dottore o da ingegnere. Inizia ad appassionarsi alla fotografia fin da giovane, quando a 16 anni suo padre gli regala una macchina fotografica e Ferdinando si diverte a immortalare le sue compagne di liceo. 
Dopo le superiori si iscrive alla Facoltà di Lettere e Filosofia presso l'Università degli Studi di Palermo, dove seguirà diversi corsi senza tuttavia portare a termine gli studi, pur mantenendo una forte passione per queste materie che segneranno in modo tangibile il suo lavoro di fotografo. Nel 1963 Leonardo Sciascia visita quasi per caso la sua prima mostra fotografica, che ha per tema le feste popolari, presso il circolo culturale di Bagheria. Quando s'incontrano di persona, nasce immediatamente un'amicizia che sarà fondamentale per la carriera di Scianna. L'appoggio di Sciascia diventa per Scianna un lasciapassare importante per il mondo dell'editoria ed il fotografo siciliano riesce ad ottenere la sua prima pubblicazione. Nel 1965 pubblica Feste religiose in Sicilia, con testi e prefazione del noto scrittore Leonardo Sciascia. Il libro è frutto di tre anni di lavoro, e fa sì che il fotografo venga premiato con il prestigioso premio Nadar nel 1966, dando così più visibilità al suo lavoro e dando inizio alla sua brillante carriera. 
Nel 1967 Scianna si trasferisce a Milano; entro un anno inizia a collaborare come fotoreporter con il settimanale «L'Europeo», diventandone in seguito inviato speciale e infine corrispondente da Parigi. Torna ripetutamente in Sicilia per documentare i volti della sua gente e le tradizioni popolari ancora vive nell'isola. Nel 1977 pubblica in Francia Les Siciliens (editore Denoel), con testi di Dominique Fernandez e Leonardo Sciascia, e in Italia La villa dei mostri (introduzione di Leonardo Sciascia).
A Parigi scrive per Le Monde Diplomatique e La Quinzaine littéraire e soprattutto conosce Henri Cartier-Bresson, le cui opere lo avevano influenzato fin dalla gioventù. Il grande fotografo lo introdurrà nel 1982 come primo fotografo italiano nell'agenzia fotografica internazionale, Magnum Photos, di cui diventerà membro effettivo nel 1989. Attualmente oltre a Ferdinando Scianna, altri due importanti fotografi italiani sono membri effettivi della Magnum: Alex Majoli (presidente) e Paolo Pellegrin. Nel 1984 collabora con Bresson e André Pieyre de Mandiargues per Henri Cartier-Bresson: portraits (Collins).
Nel frattempo stringe amicizia e collabora con vari scrittori di successo, tra i quali Manuel Vázquez Montalbán (che qualche anno più tardi scrive l'introduzione di Le forme del caos, 1989), che conosce quando si reca in Spagna in occasione di un servizio sulla Guerra Civile spagnola.) Scianna viene contattato da Dolce e Gabbana, allora agli esordi nel mondo della moda, per realizzare una campagna pubblicitaria con un budget bassissimo. Scianna accetta senza troppa convinzione e senza entusiasmo. La campagna fu scattata in Sicilia, il team di lavoro era composto solamente dai due stilisti, ed il fotografo, la modella Marpessa Hennink non aveva truccatori, e si truccava e pettinava da sola. Scianna scelse luoghi dell'infanzia, inusuali per la fotografia di moda, ma il successo dei suoi scatti fornì un contributo essenziale alle campagne di Dolce e Gabbana della seconda metà degli anni Ottanta e alla crescita del brand. Questo servizio aprì a Scianna le porte di Vogue e di Grazia, con cui collaborò molto negli anni ottanta, affermandosi nell'alta moda e in pubblicitàcome uno dei fotografi più richiesti. 
Nel 1995 ritorna ad affrontare i temi religiosi, pubblicando Viaggio a Lourdes, e nel 1999 vengono pubblicati i ritratti del famoso scrittore argentino Jorge Luis Borges.
Il 2003 vede l'uscita del libro Quelli di Bagheria (facente parte di un progetto più ampio che include un documentario e varie mostre), ricostruzione dell'ambientazione e delle atmosfere della sua giovinezza attraverso una ricerca nella memoria individuale e collettiva. Nel dicembre 2006 viene presentato il calendario 2007 del Parco dei Nebrodi, con dodici scatti dell'attrice messinese Maria Grazia Cucinotta.
Con il concittadino Giuseppe Tornatore, in occasione del suo nuovo film Baarìa, pubblica nel 2009 il libro fotografico Baaria Bagheria. 
Al fotografo siciliano sono state dedicate diverse mostre, tra cui l'ultima a Venezia nel 2020. 
Ferdinando Scianna ha pubblicato anche diversi romanzi, tra cui Autobiografia di un fotografo, ristampata e aggiornata nel 2021.

## Lo stile